# Jevgenia Lamonova
Jevgenia Aleksejevna Lamonova (ryska: Евгения Алексеевна Ламонова), född den 9 augusti 1983 i Kurtjatov i Kursk oblast i Sovjetunionen (nu Ryssland), är en rysk fäktare som tog OS-guld i damernas lagtävling i florett i samband med de olympiska fäktningstävlingarna 2008 i Peking.